# Джордж Пі Буш
Джордж Прескотт Буш або Джордж Пі Буш (англ. George Prescott Bush; народився 24 квітня 1976) — американський політик і адвокат, який обіймав посаду комісара земельного управління Техасу з 2015 по 2023 рік. Будучи членом Республіканської партії, Буш безуспішно брав у передвиборчій кампанії партії на виборах генерального прокурора Техасу в 2022 році.
Виборний чиновник у четвертому поколінні з родини Бушів, він є старшою дитиною колишнього губернатора Флориди Джеба Буша; племінником 43-го президента Джорджа Буша; онуком 41-го президента Джорджа Буша-старшого; і правнуком колишнього сенатора США від Коннектикуту Прескотта Буша.

## Ранні роки і освіта

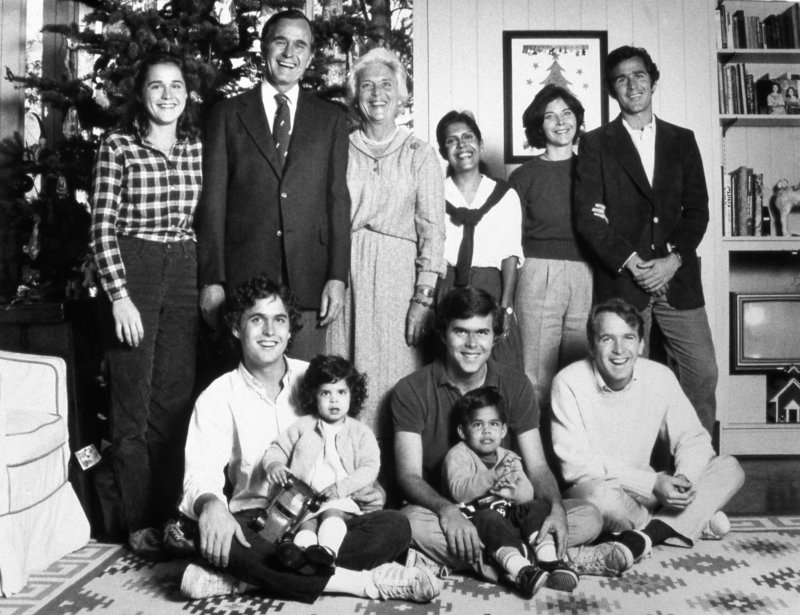
Буш зі своїм батьком Джебом і родиною Бушів у грудні 1979 року

Буш народився в Г'юстоні, штат Техас, у сім'ї Джеба та Коламби Буш (уроджена Ґарніка Ґалло). У Буша є двоє братів і сестер: молодша сестра Ноель Лусіла Буш і молодший брат Джон Елліс Буш-молодший Буш здобув середню освіту в школі Gulliver в агломерації Маямі.
У грудні 1994 року Буша заарештували в будинку його колишньої дівчини після того, як він намагався проникнути всередину, а потім проїхав на своїй машині через її двір. Постраждалі відмовилися висувати звинувачення. У 1998 році він закінчив Університет Райса зі ступенем бакалавра мистецтв з історії. З 2000 по 2003 рік він навчався на юридичній школі Техаського університету, отримавши ступінь доктора права.

## Кар'єра

### В сфері освіти
З серпня 1998 по червень 1999 року Буш викладав суспільні науки в державній середній школі в Гомстеді, штат Флорида Буш був головою шкільного округу в окрузі Таррант.

### В сфері права
Буш працював секретарем окружного судді США для Північного округу Техасу, Сідні А. Фіцвотера, з вересня 2003 до 2004 року З 2004 по 2007 рік він займався корпоративним правом і правом у сфері цінних паперів у Akin, Gump, Strauss, Hauer & Feld LLP у Далласі. У 2005 році Буш був обраний одним із «Зірок, що сходять» — рейтингу від журналу Texas Monthly за його роботу з Akin Gump.
З 2007 по 2012 рік Буш був партнером Pennybacker Capital, LLC, приватної інвестиційної компанії з нерухомості в Остіні, штат Техас. Фірма спочатку називалася N3 Capital і мала головний офіч у Форт-Ворті. У 2012 році він заснував St. Augustine Partners, інвестиційну компанію, орієнтовану на енергетику та технології, у Форт-Ворті. Після поразки Буша на первинних виборах генерального прокурора від Кена Пакстона в березні 2022 року він пішов працювати в юридичну фірму Michael Best & Friedrich LLP у Вісконсині, офіс якої розташований в Остіні.

## Військова служба
Буш сказав Politico, що був присутній на запуску авіаносця USS George H.W. Bush у жовтні 2006 року. USS George H.W. Bush надихнув його вступити у ВМС США. Він також назвав смерть Пета Тілмана, гравця Національної футбольної ліги та армійського рейнджера, який був убитий дружнім вогнем в Афганістані в 2004 році, «дзвінком для пробудження».
У березні 2007 року Військово-морський резерв Сполучених Штатів відібрав Буша для підготовки офіцера розвідки через програму прямого офіцера-розвідника, ініціативу ВМС, згідно з якою претенденти на спеціалізовані цивільні сфери відмовляються від типових вимог комісії, таких як Військово-морська академія, NROTC або OCS, а замість цього проходть курси прямої підготовки офіцерів (DCOIC), тритижневий курс з таких предметів, як військово-морська історія, звичаї та ввічливість, з подальшими онлайн-класами. У травні 2007 року він був призваний як офіцер запасу ВМС Буш служив в Афганістані вісім місяців з червня 2010 року по лютий 2011 року Під час розгортання йому дали інше ім'я з міркувань безпеки. Буш покинув резерв ВМС США в травні 2017 року в чині лейтенанта.

## Земельний комісар Техасу

### Вибори 2014 року
У вересні 2012 року Буш оголосив про свій намір балотуватися на якусь посаду, заявивши, що він розглядає одну з кількох державних посад. Через два місяці він подав документи, необхідні для того, щоб балотуватися на державну посаду в Техасі. Того ж місяця його батько, Джеб Буш, надіслав електронного листа донорам із проханням підтримати його в його кандидатурі на посаду земельного комісара Техасу в 2014 році.
У січні 2013 року Буш подав звіт про фінансування передвиборчої кампанії, вказавши, що він отримав близько 1,3 мільйона дол. внесків на кампанію. У березні 2013 року Буш подав заяву на посаду земельного комісара Техасу. Основна функція земельного комісара полягає в веденні переговорів і забезпеченні виконання договорів оренди прав на корисні копалини на мільйони акрів землі, що належить штату Техас.
До червня 2013 року Буш зібрав 3,3 мільйони дол., навіть незважаючи на те, що жодного кандидат від Демократичної партії не балотувався на посаду земельного комісара. 19 листопада 2013 року він офіційно подав документи на те, щоб балотуватися на посаду земельного комісара Техасу.
У 2014 році на первинних виборах від Республіканської партії земельний комісар Джеррі Е. Паттерсон, який залишив свою посаду, невдало балотувався на посаду віце-губернатора тоді як Буш переміг Девіда Воттса з Гілмера в окрузі Апшер за номінацію від Республіканської партії на посаду земельного комісара; Буш отримав 74 відсотки голосів, що становить 937 987 голосів проти 27 відсотків Воттса з 346 949 голосами.
На загальних виборах 4 листопада Буш протистояв демократу Джону Куку, колишньому меру Ель-Пасо. Буш набрав 61 відсоток голосів проти символічної опозиції, охопивши «практично всі демографічні групи» та осідлавши загальнонаціональну республіканську хвилю під час проміжних виборів 2014. Він став єдиним представником династії Бушів, що виграв свої перші вибори.

### Служба земельним комісаром
Буш вступив на посаду 2 січня 2015 року

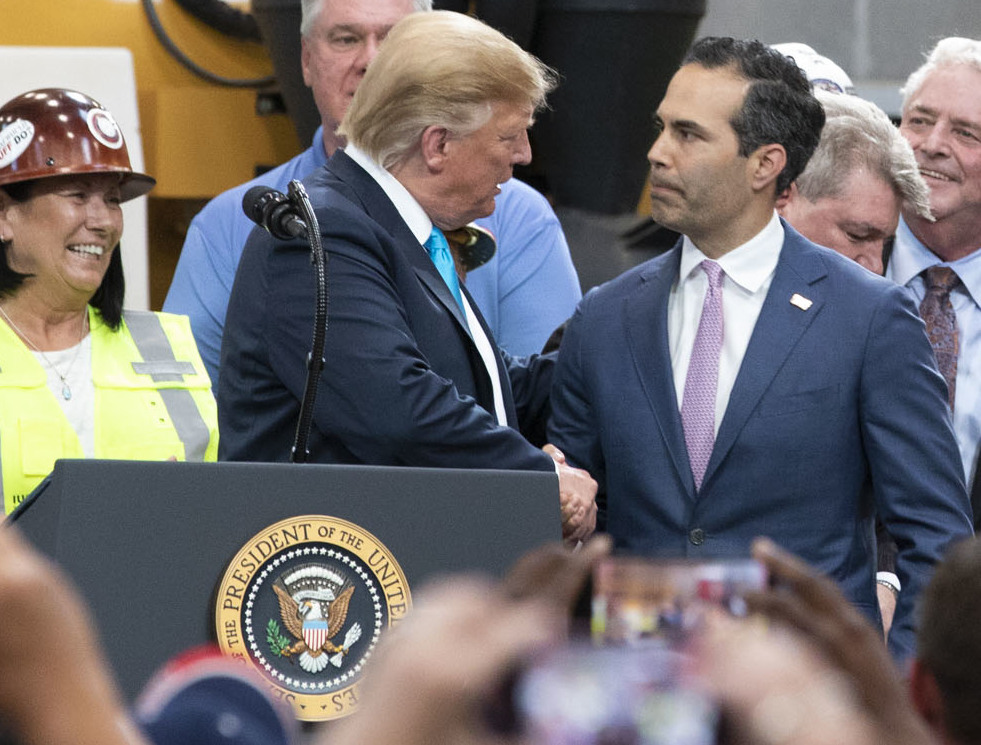
Буш приймає президента Дональда Трампа в навчальному центрі Міжнародної спілки інженерів з експлуатації в Кросбі, штат Техас, 10 квітня 2019 р.

Як земельний комісар штату, Буш керував Головним земельним управлінням Техасу (GLO), яке управляє приблизно 13 мільйонами акрів земель штату та відповідає за аукціони для оренди для видобутку нафти та природного газу на цих землях.
У 2015 році GLO під керівництвом Буша взяла під контроль Аламо, історичне місце в Сан-Антоніо, припинивши партнерство штату з <a href="https://en.wikipedia.org/wiki/Daughters_of_the_Republic_of_Texas" rel="mw:ExtLink" title="Daughters of the Republic of Texas" class="cx-link" data-linkid="282">Daughters of the Republic of Texas</a> (DRT), які керували цим родовищем протягом десятиліть. Звільняючи DRT з посади менеджерів Alamo, Буш стверджував, що група порушила свій контракт. Буш виключив DRT з бібліотеки штату Техас, а GLO заявила про право власності на відповідні колекції та артефакти у бібліотеці. DRT подав до суду, і позов було залагоджено в 2016 році, коли Буш і GLO відмовилися від своїх претензій і погодилися виплатити DRT 200 000 доларів як судові витрати. Буш керував реконструкцією Аламо та площі навколо нього вартістю 450 мільйонів доларів. У 2015 році Буш виступав на заході зі збору коштів для фонду Alamo Endowment, який взяв на себе управління сайтом спільно з GLO. Англійський співак Філ Коллінз пожертвував різноманітні артефакти, пов'язані з Аламо, штату Техас із умовою, що штат Техас побудує об'єкт для зберігання артефактів протягом семи років. Законодавчий орган штату Техас зробив одноразове внесок 25 мільйонів доларів для GLO Буша на реконструкцію ділянки Alamo, а місто Сан-Антоніо погодилося надати 1 мільйон доларів на реконструкцію.
Буш звільнив приблизно сотню працівників очолюваного ним відомства, найнятих при попередньому комісарі Джеррі Е. Паттерсоні . За даними San Antonio Express-News, Буш заплатив майже 1 мільйон доларів із коштів платників податків, щоб спонукати звільнених співробітників не подавати позов ні проти нього, ні проти його відомства. Він тримав на заробітній платі щонайменше сорок осіб протягом п'яти місяців після звільнення з них; вони письмово домовилися не подавати в суд.
У 2016 році офіс розпочав багаторічне дослідження наслідків повеней у районі Г'юстона та на узбережжі Техасу.
У червні 2020 року на тлі повідомлень про те, що Джордж Буш і Джеб Буш не підтримають переобрання Трампа, Джордж Пі Буш оголосив про свою повну підтримку Трампа, сказавши, що «Трамп — єдине, що стоїть між Америкою та соціалізмом».
У 2021 році Буш підтримав усунення Ліз Чейні з посади голови фракції Республіканців у Палаті Представників Конгресу.
У 2020 і 2021 роках Буш говорив, що розглядає можливість балотуватися на пост генерального прокурора Техасу в 2022 році проти чинного генпрокурора Кена Пакстона, республіканця, що потрапив у скандал. 2 червня 2021 року Буш офіційно оголосив про свою кандидування.

## Вибори генерального прокурора Техасу в 2022 році
У червні 2021 року Буш вступив у боротьбу за посаду генерального прокурора Техасу з передвиборчим відео, в якому прославляється Дональд Трамп і не згадуються його батько, дідусь чи прадід Потім Трамп підтримав опонента Буша Кена Пакстона.
Під час кампанії Буш критикував способи, якими Пакстон намагався скасувати результати виборів 2020 року, але сказав, що не сперечається з «намірами» Пакстона. Головні теми його передвиборної кампанії — «масове шахрайство виборців», «критична расова теорія» в школах, добудова «стіни Трампа» та окружні прокурори у великих містах, «які не на боці правоохоронних органів». Він також сказав, що «розслідуватиме торговців людьми та наркокартелі».
Буш отримав 32 % голосів на первинних виборах, зазнавши поразки від Пекстона, який отримав 68 % голосів. Texas Tribune написала, що поразка Буша «може означати кінець політичної династії чотирьох поколінь».

## Особисте життя
У 2000 році він був включений до рейтингу від журналу People «100 найбільш привабливих холостяків»
Буш одружився з однокурсницею з юридичного факультету Амандою Ел Вільямс 7 серпня 2004 року в Кеннебанкпорті, штат Мен, у єпископальній церкві Св. Анни біля моря Вільямс — адвокат із медіаправа у фірмі Jackson Walker LLP у Форт-Ворті, Техас. У пари двоє синів.